# شمس مشرقی
مولانا شمس الدین محمد قطابی مشرقی تبریزی (درگذشت:۸۱۲ ه‍.ق/۱۴۰۹م)  از خوشنویسان صاحب‌نام قرن نهم هجری است. او شاگرد شیخ محمد بنددوز تبریزی یا بندگیر بوده است. می‌گویند بعد از عبدالله صیرفی کسی به خوش‌ترکیبی و پختگی او کتیبه ننوشته است. او گاهی در کتابت‌هایش شمس صوفی رقم می‌کرده. دو پسرش عبدالحی و عبدالرحیم خلوتی پس از او سرآمد خوشنویسی بوده‌اند. او و پسرش عبدالرحیم خلوتی مشرقی در تصوف مرید مغربی تبریزی بوده‌اند.
دیوان شمس مشرقی تنها اثر باقی مانده از وی است که نسخه خطی آن در کتابخانه بریتانیا در لندن به شمارۀ 3313.Or, 195-66.pp نگهداری می شود که شامل ۲۶۰ غزل (شامل ۸ ملمع)، یک قصیده، یک ترکیب بند، ۲ ترجیع بند، ۱۴ قطعه، ۶۲ رباعی و ۱۱ تک بیت است و تاریخ کتابت آن ۹۵۳ هجری می‌باشد. این اثر با کوشش و تحقیق و بررسی دکتر سید ابوطالب میر عابدینی در سال ۱۳۸۳توسط مرکز بازشناسی اسلام و ایران و «انتشارات باز» انتشار یافته است.
در مقدمه دیوان شمس مغربی نوشته لئونارد لویسن و همچنین در دیگر مقالات و تحقیقات ایشان، این اثر به اشتباه به فرزند شمس مشرقی، خواجه عبدالرحیم خلوتی نسبت داده است، دکتر میر عابدینی به تفصیل اثبات نموده اند که این اثر متعلق به شمس مشرقی می باشد.

## آثار اجرا شده
در برنامه مشهور گلهای رنگارنگ شماره ۳۱۶ شعری منتسب به شمس مشرقی با صدای حسین قوامی (فاخته ای) با همراهی تار احمد عبادی با آوازی در مایه ابوعطا اجرا شده است. اگرچه در برنامه برگ سبز شماره ۱۰۳ این شعر با آواز احمد عبادی به مولوی نسبت داده شده است.
دردی است در این دل که هویدا نتوان کرد
سرّی است در این سینه که پیدا نتوان کرد
تا دیده‌ی ما را ندهد حسن تو نوری
در باغ جمال تو تماشا نتوان کرد
تا دیده نپوشیم ز روی همه اغیار
اندیشه‌ی آن چهره‌ی زیبا نتوان کرد
عالم چو همه میکده‌ی باده‌ی عشق است
مستی می و عشق به یک‌جا نتوان کرد
چون از دل عاشق خبری نیست کسی را
انکار دل عاشق شیدا نتوان کرد
این شعر همچنین توسط محمدرضا شجریان با همنوازی گروه آوا: همایون شجریان، مجید درخشانی، سعید فرج‌پوری، حسین رضایی‌نیا و حسین بهروزی‌نیا در آبان ماه سال ۱۳۸۶در کنسرت اصفهان و در سال ۱۳۸۹ در کنسرت سلیمانیه عراق و در ماهور اجرا شده است.
همچنین در سال ۱۳۵۶ شمسی شعر دیگری منتسب به شمس مشرقی با عنوان «خدا می‌داند» با صدای ابی، نلی و سلی (سلیمان واثقی) با آهنگی از سلیمان واثقی و تنظیم اریک ارکانت در تلویزیون اجرا شده است. این ترانه دیرتر در سال ۱۹۹۹ میلادی در آلبوم پیر توسط شرکت ترانه منتشر شده است.